# Самозванец (фильм, 2012)
«Самозванец» (англ. The Imposter) — британо-американский фильм Барта Лэйтона о французском самозванце Фредерике Бурдене, который в 1997 году выдал себя за Николаса Баркли, американского мальчика, который исчез в 1994 году в возрасте 13 лет. Фильм включает в себя интервью с Бурденом и членами семьи Баркли, а также архивные кадры из новостей.
Премьера фильма состоялась 23 января 2012 года на фестивале «Сандэнс».

## Сюжет
Бурден, который, как оказалось, долгое время выдавал себя за других детей, реальных или воображаемых, заявил, что он Николас Баркли, был похищен в целях сексуального насилия со стороны мексиканских, европейских и американских военнослужащих и доставлен из Техаса в Испанию. Его перевоплощение обмануло нескольких чиновников в Испании и США, и, по-видимому, он был принят многими членами семьи Баркли, хотя он был на семь лет старше Николаса, говорил с французским акцентом, у него были карие глаза и тёмные волосы, а у Баркли голубые глаза и светлые волосы. В конце концов, обман был обнаружен в результате подозрений частного следователя Чарли Паркера и агента ФБР Нэнси Фишер. Бурден впоследствии сделал полное признание, и в фильме он подробно описывает различные этапы его перевоплощения.
Лэйтон сказал о Бурдене: «Он вызывает сочувствие, он непосредственный как ребёнок, и он может быть очень очаровательным, а в других случаях он может быть довольно отталкивающим, потому что может быть безжалостным, и вы вспоминаете, что он сделал. Как режиссёр, я спрашивал: «Как я могу найти способ заставить аудиторию испытать переживания?».

## В ролях

### Интервью[4]
- Фредерик Бурден
- Кэри Гибсон
- Беверли Доллархайд
- Брайан Гибсон
- Коди Гибсон
- Нэнси Фишер
- Чарли Паркер
- доктор философии Брюс Перри
- Филип Френч

### Драматические эпизоды[4]
- Адам О’Брайан — Фредерик Бурден
- Анна Рубен — Кэри Гибсон
- Кэти Дресбах — Нэнси Фишер
- Алан Тайкмен — Чарли Паркер
- Айван Вильянуэва — социальный работник
- Мария Хесус Ойос — судья
- Антон Марти[5][6] — мужчина полицейский
- Ампаро Фонтанет — женщина полицейский
- Кен Апплдорн — официальный представитель посольства США

## Критика
Фильм получил почти всеобщее признание критиков и имеет рейтинг 95% на Rotten Tomatoes. В 2012 году фильм получил приз «Grand Jury's Knight Documentary Competition» на международном кинофестивале в Майами,, был номинирован на премию «Grand Jury's World Cinema» среди документальных фильмов на фестивале независимого кино «Сандэнс», выиграл премию «Filmmakers Award» на Канадском международном фестивале документальных фильмов «Hot Docs». Фильм был в официальном отборе для нескольких международных кинофестивалей, в том числе South by Southwest, Эдинбургский кинофестиваль, True/False Film, Международный кинофестиваль в Новой Зеландии, Международный кинофестиваль в Сиднее, Revelation Perth, Международный кинофестиваль в Сиэтле и Кинофестиваль в Сан-Себастьяне.
Фильм был номинирован на шесть номинаций Премии британского независимого кино — лучший фильм, лучший режиссёр, лучший режиссёрский дебют, лучшие технические достижения - монтаж, лучшее достижение в области производства и лучший документальный фильм. Он также был в расширенном списке премии «Оскар» в номинации за лучший документальный фильм, но в основную часть не прошёл. Он был номинирован на две премии BAFTA на 66-й церемонии вручения наград академии — За лучший дебют британского сценариста, режиссёра или продюсера и Лучший документальный фильм, выиграв первую.
Британский журнал о кино «Total Film» дал фильму пятизвёздочный обзор: «Более жуткий, чем «Как я дружил в социальной сети» и кинематографичней чем «Человек на канате», эта нервирующая история, безукоризненно рассказанная — сильный претендент на лучший документальный фильм года».
Кинокритик из «The Guardian», Питер Брэдшоу, оценил фильм в пять звёзд, написав: «Этот фильм так же захватывает, как любой триллер, заставляющий нервничать: это один из лучших фильмов в этом году».